# Център на бесарабските българи в България
Центърът на бесарабските българи в България (ЦБББ) е организация за взаимопомощ и координация на бесарабските българи в България, основана през 2016 г. Неин председател е Жана Суслина.
ЦБББ е сред организаторите по традиционното честване на Деня на бесарабските българи в град София, което се провежда на 29 октомври.

## Цели
Председателя Жана Суслина заявява че, основните цели които си е поставила организацията са преодоляването на границите посредством духовно, културно и икономическо сближаване на българите от Украйна, Молдова и България, утвърждаване на националното самочувствие на бесарабските българи като неделима и равностойна част от българската нация и повишаване на знанието за бесарабските българи като част от културата, настоящето и бъдещето на България.